# Environmental Conservation
Environmental Conservation – International Journal of Interdisciplinary Environmental Science ist das Fachjournal der Foundation for Environmental Conservation. Es erscheint mit 4 Ausgaben jährlich bei der Cambridge University Press.

## Geschichte
Environmental Conservation ist nach eigenen Angaben eine der ältesten und meistzitierten Veröffentlichungen der interdisziplinären Umweltforschung. Gegründet wurde die Zeitschrift 1974. Herausgeber ist Nicholas V. C. Polunin (Universität Newcastle). Mitherausgeber sind Daniel Brockington (Universität von Manchester), John Innes (Universität von British Columbia), Aaron MacNeil (AIMS Australia), Charlie Shackleton (Rhodes-Universität) und Trevor Willis (NIWA, Neuseeland).

## Inhalte
Veröffentlicht werden neben Fachartikeln, Kommentare und Reviews aus den Bereichen Umweltpolitik, Praxis und Theorie der Sozial- und Naturwissenschaften auf globalem und lokalem Level, sowie Fallstudien.
Der Impact Factor des Journals lag im Jahr 2012 bei 2,341. Damit belegte die Zeitschrift in der Statistik des ISI Web of Knowledge den 70. Platz von 209 betrachteten Zeitschriften in der Kategorie Umweltwissenschaften.